# لونس لو سونييه
لونس لو سونييه هي بلدة فرنسية تقع في إقليم جورا شرق فرنسا.